# ميرنا المهدي
ميرنا المهدي كاتبة وروائية وكاتبة سيناريو مصرية ولدت في القاهرة عام 2008

## حياتها
وُلدت ميرنا المهدي في حي المعادي بالقاهرة في 1 يناير (كانون الثاني) 1997، وتخرجت في كلية الألسن بجامعة عين شمس قسم اللغة الإسبانية والإنجليزية و أيضا درست في مدرسة ليسيه الحرية قسم اللغة الفرنسية

## مسيرتها
اهتمت ميرنا المهدي بالأدب في سن مبكرة، ولاسيما الروايات البوليسية وأدب الجريمة والغموض، وكانت بداية مسيرتها الأدبية في عام 2018 عندما بدأت نشر سلسلة روايات بعنوان «تحقيقات نوح الألفي» صدر منها حتى الآن ثلاث أعداد، ثم كتبت عددا من الروايات التي نُشرت ضمن سلاسل أخرى كان أبرزها سلسلة رزايات الأرشيف وسلسلة روايات بوابات الجحيم التي تصدرها دار نون للنشر والتوزيع.

## مؤلفاتها
| سنة النشر     | اسم الكتاب             | النوع الأدبي | الناشر                     | ملاحظات                                           |
| ------------- | ---------------------- | ------------ | -------------------------- | ------------------------------------------------- |
| 1 ديسمبر 2018 | قضية ست الحسن          | رواية        | دار الكرمة للنشر و التوزيع | العدد الأول من سلسلة روايات «تحقيقات نوح الألفي»  |
| 23 يناير 2020 | ثلاثة عشر              | رواية        | دار نون للنشر والتوزيع     | العدد الثامن عشر من سلسلة «الأرشيف»               |
| 2020          | روك آند رول            | رواية        | دار نون للنشر والتوزيع     | العدد الثالث من سلسلة بوابات الجحيم               |
| 1 يونيو 2021  | صديقي السيكوباتي       | رواية        | دار الكرمة للنشر و التوزيع | [ 7 ] [ 8 ]                                       |
| 26 يناير 2022 | قضية لوز مُر            | رواية        | دار الكرمة للنشر والتوزيع  | العدد الثاني من سلسلة روايات «تحقيقات نوح الألفي» |
| 24 يناير 2023 | دليل جدتي لقتل الأوغاد | رواية        | دار الكرمة للنشر والتوزيع  | [ 10 ] [ 11 ] [ 12 ] [ 13 ]                       |
| 25 يناير 2024 | قضية عنب الثعلب        | رواية        | دار الكرمة للنشر والتوزيع  | العدد الثالث من سلسلة روايات «تحقيقات نوح الألفي» |

## التكريمات والجوائز
أختيرت رواية دليل جدتي لقتل الأوغاد للكاتبة ميرنا الهدي ضمن القائمة الطويلة لجائزة كتارا للرواية المنشورة وغير المنشورة في دورتها العاشرة عام 2024، وهي القائمة التي تضمنت 18 رواية عربية مُرشحة للفوز بالجائزة.